# Turlupines
Los turlupines (del francés turlupin: chocarrero, bufón sin gracia) eran una secta religiosa de la Francia Medieval, que aunque se les relacionó con las Beguinas (asociación de mujeres cristianas) y los “Hermanos del Espíritu Libre”, no tenían vinculación alguna.
El nombre turlepines es un epíteto burlesco, ya que ellos se llamaban a sí mismos la “sociedad de los pobres”, o “comunión de la pobreza”. Sobre ellos solo sobreviven los escritos de sus oponentes, que los condenaron por herejes. Por todo ello, se sabe muy poco sobre esta secta, que al parecer llevaban poca ropa como expresión de voto de pobreza, por lo que se les acusó de nudismo y promiscuidad. 
Algunos historiadores piensan que su importancia fue exagerada por antiguos académicos para añadir “color local” a viejas disputas teológicas.
La secta comenzó sus actividades en la segunda mitad del siglo XIV, en los aledaños de París. En 1372 varios de sus miembros fueron encarcelados, y una de sus líderes femeninas: Jeanne Dabenton, fue quemada en la hoguera acusada de herejía.
Una secta similar pudo estar activa en la década de 1460 alrededor de la ciudad francesa de Lille.